# Лэйн, Пола
По́ла Лэйн (англ. Paula Lane; 17 апреля 1986, Хебден-Бридж, Англия, Великобритания) — английская актриса.

## Биография
Пола Лэйн родилась 17 апреля 1986 года в Хебден-Бридже (Англия, Великобритания). В 19-летнем возрасте она поступила в Центральную школу речи и драмы в Лондоне, которую окончила в 2008 году с 1-й степенью отличия в актёрском мастерстве.

## Карьера
В 2008 году Пола дебютировала на телевидении, сыграв роль Джеральдин в эпизоде «Любить и потерять» (7.5) телесериала «Королевский», а в 2011 году она сыграла ещё в одном эпизоде сериала — «Затхлый воздух» (8.9). С 2010 года Лэйн играет роль Кайли Плэтт в мыльной опере «Улица Коронации» и в 2011 году она получила премию «TV Quick Awards» за эту роль в номинации «Лучший новичок в мыльной опере». Всего она сыграла в 6-ти фильмах и телесериалах.

## Личная жизнь
С 17 мая 2014 года Пола замужем за актёром Томом Шоу, с которым она встречалась 10 лет до их свадьбы. У супругов есть двое детей — сын Артур Уоллес Шоу (род.31.12.2014) и дочь Пенни Грэйс Шоу (род. в июле 2016).

## Фильмография
| Год       |     | Русское название | Оригинальное название          | Роль             |
| --------- | --- | ---------------- | ------------------------------ | ---------------- |
| 2008—2011 | с   | Королевский      | The Royal                      | Джеральдин       |
| 2009      | с   | Сердцебиение     | Heartbeat                      | Уэнди Келшоу     |
| 2009      | с   | Доктора          | Doctors                        | Анна Коппинг     |
| 2010      | мс  | Опочтарение      | Terry Pratchett's Going Postal | Принцесса        |
| 2010      | кор | Военные раны     | War Wounds                     | медсестра Джемма |
| 2010—2014 | с   | Улица Коронации  | Coronation Street              | Кайли Плэтт      |